# Klášter milosrdných sester sv. Vincenta z Paula ve Splitu
Provincialát a klášter milosrdných sester sv. Vincenta z Paula ve Splitu (chorvatsky Provincijalat i samostan Sestara Milosrdnica sv. Vinka Paulskog u Splitu nebo také Provincija Navještenja Gospodinova – Split / Provincie Zvěstování Páně - Split) je moderní budova na adrese Bribirska ulice č. 10, ve čtvrti Dobri splitské městské části Grad v Chorvatsku. V objektu sídlí provincialát a konvent milosrdných sester sv. Vincenta z Paula. Představenou konventu je s. M. Andrijana Mirčeta FdC.

## Historie

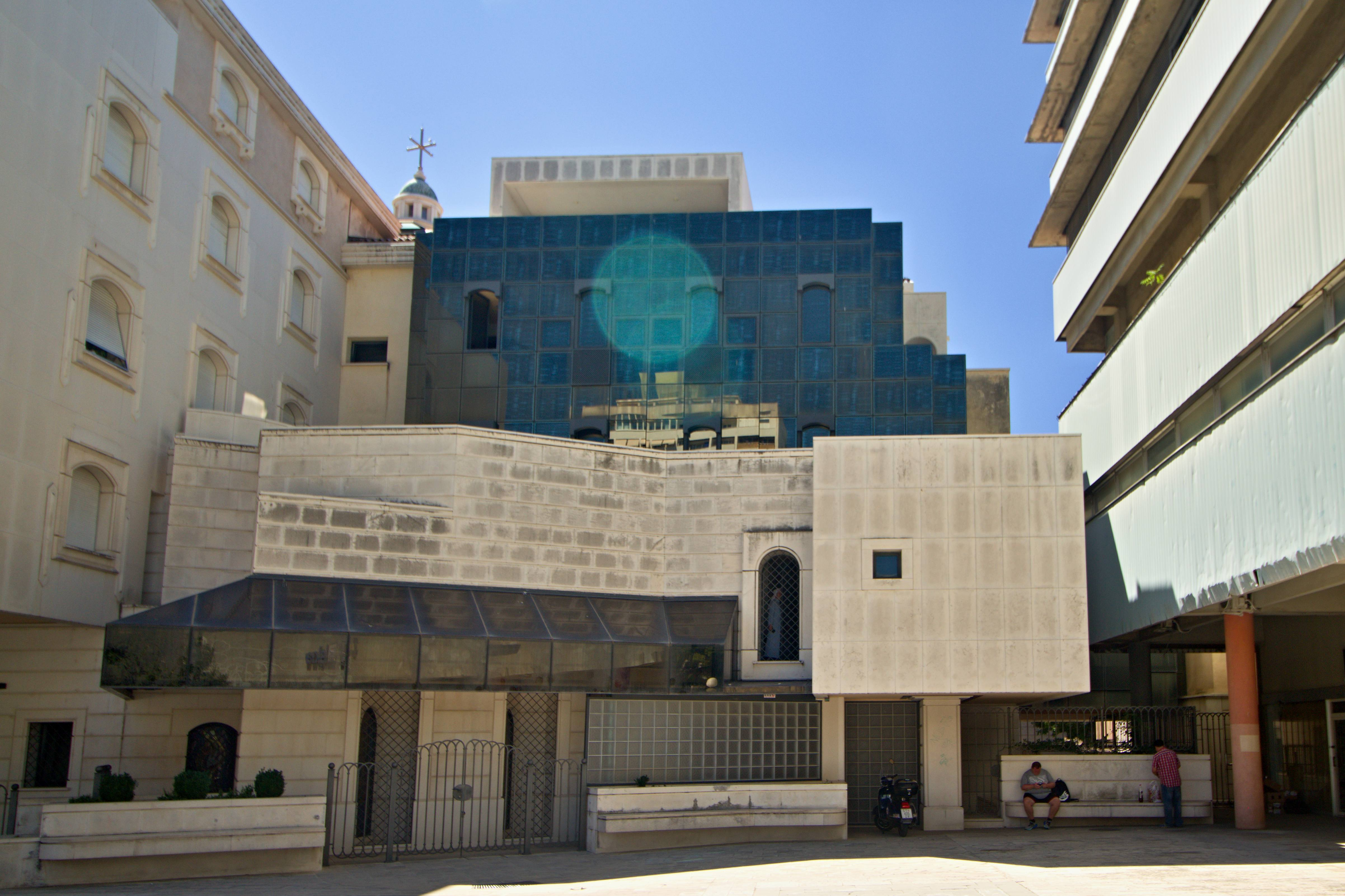
Klášter milosrdných sester sv. Vincenta ve Splitu

Provincie Zvěstování Páně ve Splitu byla založena 8. prosince 1932 jako jedna ze šesti provincií záhřebské kongregace milosrdných sester svatého Vincenta Paulského.
Milosrdné sestry sv. Vincenta do Dalmácie přišly již v roce 1874 (Zadar), v roce 1875 (Split), v roce 1878 (Dubrovník) a později do dalších měst. Působily v nemocnicích a zdravotnických střediscích, později v různých církevních a vzdělávacích institucích. Jelikož v té době měla kongregace vlastní klášter pouze v Sinji (1879) a od roku 1907 ve Splitu, žily sestry do té doby v těch institucích, kde pracovaly.
Počet řeholnic i nových fundací rostl až do začátku druhé světové války. Poté se situace v zemi velmi zhoršila. Některé sestry zahynuly ve válce či zmizely beze stop, některé opustily společenství a mnohé další se musely pod pohrůžkou smrti vrátit domů. Po nástupu komunistické strany v poválečných letech byla téměř stovka zdravotních sester propuštěna z nemocnic v jižním Chorvatsku, stát začal zabavovat klášterní majetky a sestrám znemožnil jakoukoli vzdělávací činnost. V této době byl také zrušen a zkonfiskován provinční dům ve Splitu. Za těchto podmínek se některé sestry se svolením církevních úřadů rozhodly pro civilní službu a pokračovaly v práci v nemocnicích, přičemž mnoho z nich žilo v soukromých bytech. Jiné se připojily k životu v jiných klášterech, na farách a dalších církevních institucích a podle možností se snažily pomáhat potřebným ve svém okolí.
Po vzniku nezávislého státu Chorvatsko v roce 1992 a obnově demokratických poměrů v zemi bylo sestrám umožněno obnovit činnost a bez útlaku či pronásledování působit ve společenství, znovu pracovat ve školách, kde vyučují děti a mládež v náboženské výchově. Při výkonu své činnosti mohou nosit řádový oděv. Otevřely také vlastní školní instituce, v současné době provozují tři mateřské školy (v Kaštelu Starém, Sinji a Zadaru) v duchu křesťanské lásky.
V roce 2017 měla provincie 175 sester, které působí v rámci splitsko-makarské a zadarské arcidiecéze a v diecézích šibenické, hvarsko-bračsko-viské a dubrovnické. Mimo Chorvatska pracují sestry také v Černé Hoře, Německu, Kanadě a na Šalomounových ostrovech.